# Зграда Официрске задруге у Београду
Зграда Официрске задруге у Београду је изграђена на углу Масарикове и Ресавске, а сама градња је завршена 1908. године. Главни архитекта на овом пројекту је био Светозар Јовановић, коме је у том тренутку било само двадесет шест година. Њему су за рад на овом згради додељени као сарадници и Данило Владисављевић и Владимир Поповић. Ова зграда представља важну карику у ланцу развоја српске и београдске архитектуре.

## Изглед и историја
Зграда за време у којем је настала, је представљала модерну робну кућу, са приземљем и два спрата. Зграда је обликована је са стилским обележјима сецесије. Унутрашњи простор је веома спретно решен, уз коришћење веома доследног конструктивног система. У просторном компоновању извршено је логично раздвајање функције радног дела, смештеног на крајевима бочних крила, од средишњег дела намењеног јавној комуникацији. Решење и распоред унутрашњег простора је утицао и на обликовање фасаде, на којој веће стаклене површине централног дела, одговарају и продајним просторима. Фасаде бочних крила су са малим отворима, док је главно фасадно платно решавано модерно, са прозорима кроз више етажа. Канцеларијски простор се налази на крајевима зграде, чиме држе равнотежу масе целог објекта и изграђени су од пуног зидног платна.
Главни фасадни мотив је заобљен угаони део са улазом у приземљу и куполом специфичног облика, са доста декоративних елемената и конзола. На осталом делу фасаде вертикалност је наглашена декоративним елементима у висини крова. Рељефне женске главе, флорална пластика, декоративне конзоле и решетке од кованог гвожђа као и карактеристична купола са декоративним детаљима сецесијског су порекла. По архитектонском решењу, са јединственом унутрашњом шупљином просеченом етажним галеријама у главном делу архитектонског корпуса, као и по квалитету израде занатско-уметничке декорације, овај објекат је представљао значајно остварење у развоју српске архитектуре почетком века. Зграда делује складно и представља успешно остварење еклектичне архитектуре. Коришћени су и класични елементи, а и елементи новијих тенденција у архитектури који су почели да се примењују на почетку двадесетог века. Испод кровног венца се у одређеној мери може приметити и утицај сецесије у виду декоративне пластике коришћене у том архитектонском стилу.
Према неким наводима, пројекат за Официрску задругу рађен је према скицама бечких архитеката, али ако би се та тврдња прихватила, онда би велики број грађевина имале узор у другим грађевинама из иностранства.

## Конзерваторско-рестаураторски радови
Радови на реконструкцији објекта су вршени у периоду од 1985–1986.године. Крајем 2023. године зграда је потпуно реконструисана и обновљена.